# يوهانس بارثل
يوهانس بارثل (بالألمانية: Johannes Barthel) (و. 1931 – 2015 م) هو فيزيائي من ألمانيا .